# Memecylon elegans
Memecylon elegans är en tvåhjärtbladig växtart som beskrevs av Wilhelm Sulpiz Kurz. Memecylon elegans ingår i släktet Memecylon och familjen Melastomataceae. Inga underarter finns listade i Catalogue of Life.